# 南部非洲

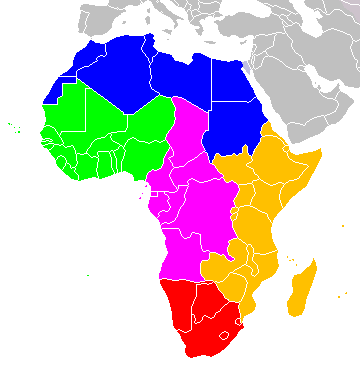
联合国地理方案的非洲五大次分区：
东部非洲
南部非洲
西部非洲
北部非洲
中部非洲

南部非洲（英语：Southern Africa）即非洲大陆南部地区，不常简称為南非，“南非”（英语：South Africa）通常指南非共和国。联合国地理方案的南部非洲次分区包括下列五個南部非洲关税同盟国家：
- 史瓦帝尼（斯威士兰）
- 賴索托
- 纳米比亚
- 南非

## 南部非洲发展共同体
南部非洲發展共同體（英语：Southern African Development Community）包括下列16个国家：
- 五个位於联合国地理方案南部非洲次分區的国家： 、 史瓦帝尼（斯威士兰）、 賴索托、 纳米比亚、 南非
- 九个位於联合国地理方案東部非洲次分區的国家： 模里西斯、 马达加斯加、 马拉维、 模里西斯、 莫桑比克、 塞舌尔、 坦桑尼亚、 尚比亞、 辛巴威
- 两个位於联合国地理方案中部非洲次分區的国家： 安哥拉、 刚果民主共和国

### 成员国
- 安哥拉
- 刚果民主共和国
- 史瓦帝尼（斯威士兰）
- 賴索托
- 马达加斯加
- 马拉维
- 模里西斯
- 莫桑比克
- 纳米比亚
- 塞舌尔
- 南非
- 坦桑尼亚
- 尚比亞
- 辛巴威

## 其它国家和地区
南部非洲除了上述南部非洲关税同盟五國和其它11个南部非洲發展共同體國家外，有時也包括以下五个主要位於印度洋的欧洲国家属地（部分地区跟非洲国家有领土争议）：
- 查戈斯群島（英国、毛里求斯争议）- 自然地理上属于南亚，目前由英国实际控制，但毛里求斯对该地区提出了主权诉求
- 法属南部领地（法国）
- 马约特（法国、科摩罗争议）
- 留尼汪（法国）
- 圣赫勒拿、阿森松和特里斯坦-达库尼亚（英国）
  -  聖赫勒拿

## 經濟
非洲南部的經濟與非洲其他地區截然不同，有著強勁的採礦業，而且第二及第三產業的發展都相對成熟。南非在該地區有經濟主導的地位，亦是金磚五國之一。非洲南部主要的出口礦物包括，铂、鑽石、黃金、銅、鈷、鉻和鈾。

## 伸延閱讀
- . .   [2013-05-20]. （原始内容存档于2015-05-01）.